# Fur (película)
Fur: An Imaginary Portrait of Diane Arbus (conocida simplemente como Fur y también titulada Retrato de una obsesión en España y Retrato de una pasión en Hispanoamérica) es una película dirigida por Steven Shainberg.

## Argumento
En contra de los deseos de su familia, Diane Arbus (Nicole Kidman), se enamora de Lionel Sweeney (Robert Downey Jr.) y gracias a él la chica se convertirá en una de las más importantes fotógrafas del siglo XX.
La película comienza con la llegada de Diane Arbus para tomar fotografías en una colonia nudista. Luego la historia retrocede tres meses antes en la ciudad de Nueva York, en 1958. Diane Arbus hace de asistente de su esposo, el fotógrafo Allan. Diane es de una familia rica; su padre es peletero. La familia de Allan ha dirigido un estudio fotográfico durante décadas. Claramente, Diane se siente incómoda con la vida tibia de una esposa y madre de ciudad (para sus dos hijas).
Una noche durante una fiesta ella está mirando por la ventana y llama la atención del misterioso vecino que acaba de mudarse al piso de arriba. Su rostro está completamente cubierto de pelo, a excepción de los ojos y la boca. Esa noche después de la fiesta Diane se para en el patio, se abre el vestido y deja al descubierto su sostén. Ella admite esto a su marido.
Unos días después, su hija le informa de un problema con las cañerías. Al abrir una pipa, Diane descubre mechones de cabello que la bloquean. Mientras se quita el cabello, una llave cae. Saca el pelo y la llave a la basura, y luego llama a su vecino de arriba para preguntarle si ha estado acicalando a un perro. Él dice que no, y luego sugiere que mire en el sótano, lo cual hace. Ella ve una silla ornamentada y un póster de un "hombre salvaje", que luego una mujer sin brazos quita el polvo. Diane asume que es la esposa del vecino. Cuando no puede dormir, Diane agarra la cámara (que su esposo le había regalado años atrás y que ella nunca había usado) y sube las escaleras para presentarse a su vecino y preguntarle si podría fotografiar su retrato. Él le pregunta si tiene la llave y luego le dice que regrese la noche siguiente. Ella se va y luego va a buscar la llave de la basura.
Así comienza su relación con Lionel Sweeney, un hombre con hipertricosis que es demandado como peluquero. Lionel ve en Diane un espíritu afín y la lleva a lugares donde conoce a travestis, enanos y otras personas que viven al margen de la sociedad. Diane le dice a Allan que le gustaría tomarse un descanso del negocio para tomar sus propias fotografías, comenzando con las de los vecinos. Él la apoya. A medida que Diane pasa más tiempo con Lionel, se siente más atraída por él y por este mundo nuevo, extraño y emocionante. Está tomando fotografías, pero esconde la película sin revelar en un tarro de galletas. La llave estaba en el apartamento de Lionel, por lo que Diane puede entrar en cualquier momento.
Lionel pide que le presenten al marido de Diane. Pronto, Diane trajo a Lionel incluso a su vida familiar. Sus hijos lo ayudan con su negocio de fabricación de pelucas y él les lee cuentos antes de dormir. Ella le presenta a su madre y su padre. En la fiesta de aniversario de ella y Allan, Diane encuentra a Lionel inhalando alguna sustancia. Admite que sus pulmones se están desintegrando y dentro de unos meses estará "ahogándose". Ella llora con esta noticia. Casi se besan, pero son interrumpidos por Allan, quien ve su momento íntimo y luego se va. Más tarde, en casa, le pregunta a Diane si lo había besado, pero luego se da cuenta de que no importa si lo han hecho o no, que él conoce sus sentimientos hacia Lionel. Él le ruega que no separe a su familia. Diane accede a poner fin a la aventura, se viste y sube las escaleras para hacerlo. Cuando entra en casa de Lionel, lo encuentra desnudo con crema de afeitar y una navaja en la mano. Él le pide que lo afeite por completo. Como está desnudo, ella también se desnuda y hacen el amor. Cuando ella le pregunta por qué quería que lo afeitaran (después de afirmar previamente que no valía la pena el esfuerzo), él revela que tiene la intención de "nadar", entrar en el mar y suicidarse ahogándose, y quiere que ella esté con él cuando lo haga. Ella está devastada, pero está de acuerdo. Se profesan su amor y Diane finalmente toma una foto de Lionel por primera vez. Mientras tanto, su hija, después de haber encontrado su escondite de películas, se las da a Allan para que las revele: él ve que su esposa ha estado tomando fotografías sin sentido hasta ese momento, en lugar de los retratos que ella había dicho que estaba tomando.
En la playa, Lionel le entrega a Diane un regalo: una chaqueta de piel hecha con su propio cabello. Ella camina con Lionel hasta el borde del agua y lo observa mientras nada alegremente.
Regresa a su casa y cuando pone la llave en la puerta se da cuenta de que no puede entrar de vuelta a su antigua vida. Allan, de pie al otro lado de la puerta, no hace nada. Diane regresa al departamento de Lionel, se retuerce en su cama y respira el aire que él insufló en una balsa salvavidas para inflarla. De repente, está rodeada por todos los amigos de Lionel y organizan una fiesta en su honor. Uno de sus amigos le regala un álbum de fotos que Lionel quería que ella tuviera. Tiene cincuenta páginas vacías, todas con etiquetas de placas de fotos con la letra de Lionel: mientras que el número uno se titula "Lionel", por el retrato que le había hecho, quiere que ella llene el resto de las páginas con sus otras fotografías nuevas.
Diane, conmovida por su experiencia con Lionel, ahora sabe qué dirección tomar con su vida y su carrera. La escena final la muestra en un campamento nudista, donde conoce a una mujer que asume que quiere tomarle una foto. Diane lo admite, pero primero le pide a la mujer que le cuente un secreto. La mujer le pide a Diane que le cuente un secreto primero y Diane está de acuerdo.

## Comentarios
La película está basada en la biografía que Patricia Bosworth realizó sobre Diane Arbus: Diane Arbus: A Biography as a source. El argumento de la película es una ficción que se centra en un periodo concreto de la vida de la artista. No es un Biopic al uso puesto que mezcla realidad con grandes dosis de ficción. Se rodó en 57 días por las calles de Nueva York.